# (2859) Paganini
Pour les articles homonymes, voir Paganini (homonymie).
(2859) Paganini est un astéroïde de la ceinture principale.

## Description
(2859) Paganini est un astéroïde de la ceinture principale. Il fut découvert par Nikolaï Tchernykh le 5 septembre 1978 à Naoutchnyï. Il présente une orbite caractérisée par un demi-grand axe de 2,238 UA, une excentricité de 0,117 et une inclinaison de 3,554° par rapport à l'écliptique.
Il fut nommé en hommage au violoniste virtuose italien Nicolo Paganini.